# Cosmo's Factory
| 전문가 평가              | 전문가 평가 |
| 평가 점수                | 평가 점수   |
| 출처                     | 점수        |
| ------------------------ | ----------- |
| AllMusic                 | [ 2 ]       |
| Christgau's Record Guide | A           |
| Pitchfork                | 8.8/10      |
| Rolling Stone            | [ 5 ]       |

《Cosmo's Factory》는 1970년 7월 8일, 판타지 레코드가 발매한 미국의 록 밴드 크리던스 클리어워터 리바이벌의 다섯 번째 스튜디오 음반으로, B-사이드에 〈Long As I Can See the Light〉가 수록된 〈Lookin' Out My Back Door〉의 싱글 발매와 같은 달, 판타지 8402로 발매되었다. 이 음반은 빌보드 200 차트에서 9주 연속 1위를 차지했다.

## 배경
1970년 7월, 《Cosmo's Factory》가 발매되면서 크리던스 클리어워터 리바이벌은 상업적 정점을 찍었다. 이 음반은 2년 만에 다섯 번째 음반이었고, 6개국 음반 차트에서 1위를 차지하며 국제적인 대히트를 기록했다. 이 밴드는 또한 1970년에 유럽을 순회하면서 열광적인 청중들에게 로열 앨버트 홀을 연주했고, 이 시대의 전형적인 몽롱한 애시드 록의 면죄부를 크게 무시함으로써 미국에서 가장 인기 있는 밴드로 부상했다. 그러나 로커빌리, 포크, 리듬 앤 블루스가 혼합된 밴드임에도 불구하고 일부 또래들과 록 비평가들은 실체가 없는 싱글 밴드라고 일축했다. 2012년 커버스토리에서 《언컷》은 "샌프란시스코가 다리를 건너는 동안 그들의 상업주의를 비웃는 동안, 크리던스는 더블 A-사이드를 방출하는 것을 주목했습니다. 그리고 언제나 두 곡 모두 인구의 모든 부분을 잘라내는 기막힌 재주를 가지고 있을 것입니다." 겉보기에는 갑자기 도착했지만 실제로는 1960년대 내내 블루 벨벳과 골리웍스로 밴드 동료들과 고군분투했던 가수 겸 기타리스트 존 포거티는 그룹의 노래를 작곡하고 일반적으로 밴드를 아티스트적으로 조향했지만, 매니저로서의 그의 의심스러운 역할 등 밴드를 장악하는 것이 다른 사람들을 짜증나게 했다. 특히 그의 형 톰 포거티는 1970년 말까지 밴드를 떠났다.

## 음반 제목
이 음반의 이름은 이 밴드가 활동 초기 리허설을 했던 버클리의 창고에서 유래되었다. 그것은 드러머 더그 "코스모" 클리퍼드(Doug "Cosmo" Clifford)에 의해 "공장(The Factory)"으로 불렸다. 밴드 리더 존 포거티가 거의 매일 그곳에서 연습하도록 했기 때문이다.

## 곡 목록
모든 곡들은 특별한 언급이 없는 한 존 포거티에 의해 작사/작곡하였다.
| #  | 제목                         | 작사·작곡            | 재생 시간 |
| -- | ---------------------------- | -------------------- | --------- |
| 1. | 〈Ramble Tamble〉            |                      | 7:09      |
| 2. | 〈Before You Accuse Me〉     | 보 디들리            | 3:24      |
| 3. | 〈Travelin' Band〉           |                      | 2:07      |
| 4. | 〈Ooby Dooby〉               | 웨이드 무어, 딕 페너 | 2:05      |
| 5. | 〈Lookin' Out My Back Door〉 |                      | 2:31      |
| 6. | 〈Run Through the Jungle〉   |                      | 3:09      |

| #  | 제목                                 | 작사·작곡                  | 재생 시간 |
| -- | ------------------------------------ | -------------------------- | --------- |
| 1. | 〈Up Around the Bend〉               |                            | 2:40      |
| 2. | 〈My Baby Left Me〉                  | 아서 크루덥                | 2:17      |
| 3. | 〈Who'll Stop the Rain〉             |                            | 2:28      |
| 4. | 〈I Heard It Through the Grapevine〉 | 노만 위트필드, 바렛 스트롱 | 11:05     |
| 5. | 〈Long As I Can See the Light〉      |                            | 3:33      |

## 인증
| 국가                                                            | 인증        | 판매량/출하량 |
| --------------------------------------------------------------- | ----------- | ------------- |
| 핀란드 (Musiikkituottajat)                                      | 1× 골드     | 20,000        |
| 영국 (BPI)                                                      | 골드        | 100,000       |
| 미국 (RIAA)                                                     | 4× 플래티넘 | 4,000,000^    |
| ^출하량을 기반으로 한 인증 · 판매량+스트리밍을 기반으로 한 인증 |             |               |